# Alemania Occidental en los Juegos Paralímpicos de Roma 1960
Alemania Occidental estuvo representada en los Juegos Paralímpicos de Roma 1960 por nueve deportistas, siete hombres y dos mujeres.

## Medallistas
El equipo paralímpico obtuvo las siguientes medallas:
| Nombre                    | Deporte       | Evento                                    |
| ------------------------- | ------------- | ----------------------------------------- |
| Oro                       |               |                                           |
| Zander                    | Atletismo     | Jabalina C femenino                       |
| Zander                    | Atletismo     | Maza C femenino                           |
| Zander                    | Atletismo     | Peso C femenino                           |
| Walter Prössl             | Atletismo     | Peso A masculino                          |
| Walter Prössl             | Atletismo     | Peso B masculino                          |
| Zander                    | Natación      | 50 m braza incompleta clase 4 femenino    |
| Zander                    | Natación      | 50 m crol incompleto clase 4 femenino     |
| Zander                    | Natación      | 50 m espalda incompleta clase 4 femenino  |
| Ströbel                   | Natación      | 25 m braza completa clase 1 masculino     |
| Ströbel                   | Natación      | 25 m espalda completa clase 1 masculino   |
| Sodenkamp                 | Natación      | 50 m braza incompleta clase 3 masculino   |
| Sodenkamp                 | Natación      | 50 m espalda incompleta clase 3 masculino |
| Wetzel                    | Natación      | 25 m braza incompleta clase 1-2 masculino |
| Equipo                    | Natación      | 3 × 50 m estilos clase abierta masculino  |
| Plata                     |               |                                           |
| Marlene Muhlendyck        | Atletismo     | Jabalina B femenino                       |
| Marlene Muhlendyck        | Atletismo     | Maza B femenino                           |
| Walter Prössl             | Atletismo     | Maza A masculino                          |
| Marlene Muhlendyck        | Natación      | 50 m espalda incompleta clase 3 femenino  |
| Wetzel                    | Natación      | 25 m espalda incompleta clase 1 masculino |
| Kadau                     | Natación      | 50 m braza incompleta clase 3 masculino   |
| Bronce                    |               |                                           |
| Marlene Muhlendyck        | Atletismo     | Jabalina de precisión B femenino          |
| Marlene Muhlendyck        | Atletismo     | Peso B femenino                           |
| Walter Prössl             | Atletismo     | Jabalina A masculino                      |
| Walter Prössl             | Atletismo     | Maza B masculino                          |
| Jacob                     | Atletismo     | Jabalina de precisión A masculino         |
| Sodenkamp                 | Natación      | 50 m crol incompleto clase 3 masculino    |
| Sinterman                 | Natación      | 50 m crol incompleto clase 4 masculino    |
| Marlene Muhlendyck Zander | Tenis de mesa | Dobles C femenino                         |
| Zander                    | Tiro con arco | Ronda St. Nicholas clase abierta femenino |